# Nico
Nico, pravim imenom Christa Päffgen (Köln, 16. listopada 1938. – Ibiza, 18. srpnja 1988.), njemačka i američka glumica i glazbenica, jedna od najfascinantnijih i najmisterioznijih žena revolucionarnih šezdesetih pa sve do današnjih dana.

## Rođenje i mladost
Rođena je 16. listopada 1938. u Kölnu u tada nacističkoj Njemačkoj pod imenom Christa Päffgen. S dvije godine preselila je u mali gradić Spreewald u predgrađu Berlina gdje živjela s majkom i djedom željezničarom do kraja Drugog svjetskog rata. Otac joj je umro u koncentracijskom logoru.
Nakon bijega iz ruske okupacijske zone 1946. godine, Christa i njezina majka našle su se u tada vrlo osiromašenoj američkoj okupacijskoj zoni Berlina. Da bi bi preživjele Christa je bila prisiljena, da bi zaradila za svoje školovanje, već s 13 godina početi raditi kao krojačica i blagajnica u trgovini.
Nakon godine dana njezina majka pronašla joj je posao modela u jednoj berlinskoj modnoj agenciji što je Christi odredilo daljnji tijek života. U 15.-toj godini po zadatku modne agencije bila je poslana na otok Ibizu gdje je upoznala fotografa koji ju je prozvao Nico, prema svom odbjeglom dečku Nicu Papatakisu. Kasnije je tog fotografa srela i u Parizu kao vlasnika noćnog lokala.

## Glumačka karijera
Njezin dolazak na otok bio je početak sudbinske povezanosti s Ibizom, tada, a i sada, mondenim ljetovalištem popularnih i moćnih ljudi iz filma i show businessa. Ta poznanstva su joj 1958. omogućila ulogu u kratkoj sceni filma «Po prvi puta» s tada vrlo popularnim Mariom Lanzom u režiji Rudolpha Matéa.
1959., u prijateljevoj vili u Rimu, Nico je upoznala Federica Fellinija koji ju je pozvao na snimanje svog filma »Slatki život» (La dolce vita). Fellini je zamijetio njezin talent te joj je odmah ponudio zamjetnu ulogu u filmu. Ovom ulogom njezin ugled u filmskim i modnim krugovima snažno je porastao pa su Nico i njezina majka u Parizu potpisale ugovor s mnogo poznatijom modnom agencijom. Uskoro su se njezine slike pojavile u časopisima i reklamama diljem svijeta. Pariz joj je postao dom u narednih pet godina a vrijeme je vrlo često provodila i na Ibizi.
1960. godine Nico je kao model otišla u New York gdje je upisala Lee Strassberg's Method School, koju je pohađala i Marilyn Monroe, a sve kao pripremu za ozbiljnu filmsku karijeru. U studenom 1962. godine dobila je veliku ulogu u francuskom filmu Striptease gdje je upoznala Sergea Gainsbourga koji je producirao naslovnu pjesmu za film. Usprkos snimci s Nico u filmu je ipak pobijedila verzija s Juliette Gréco.

## Glazbena karijera
1964. Nico je srela Briana Jonesa preko kojeg je upoznala managera Rolling Stonesa Andrewa Loog Oldhama s kojim je načinila svoj prvi singl «I'm Not Sayin» koji je producirao Jimmy Page.
Vrativši se u New York krajem 1964. godine, Nico se vratila svom poslu modela ali je nastavila i s pjevanjem u poznatom Blue Angel Loungeu. U to vrijeme imala je i kratku ljubavnu vezu s Alainom Delonom kojeg je bila srela ranije 1962. godine u Italiji. U toj vezi Nico je zatrudnila i dobila sina Arija. U tom razdoblju svi su željeli upoznati tu misterioznu plavokosu djevojku koju su svi počeli obožavati. Kasnije u Parizu, Nico je uoznala Boba Dylana koji je ubrzao njezinu pjevačku karijeru poklonivši joj pjesmu «I'll Keep It with Mine» koja je kasnije bila objavljena i na njezinom prvom albumu «Chelsea Girl». Dylan je kasnije na svom albumu «Blonde on Blonde» napisao i posvetu za Nico nazvanu «Visions of Johanna».
Legenda kaže da je Nico upoznavši Andyja Warhola jednostavno rekla: «Želim pjevati» i on ju je upoznao s njegovim tadašnjim umjetničkim štićenicima iz Velvet Undergrounda koji su bili dio njegove Exploding Plastic Inevitable troupe. Od tada se Nico prestala baviti svojim dotadašnjim poslom modela i cijelu godinu je provela s članovima grupe na turneji.
Potpuno se u tom vremenu pridruživši bendu pjevala je u nekim od klasika Lou Reeda kao što su «Femme Fatale», «All Tomorrow's Parties» and «I'l l Be Your Mirror» sudjelujući u snimanju legendarnog albuma «The Velvet Underground And Nico» (1967.) Taj album i njezina pojava učinili su je najkarizmatičnijom pojavom glazbe tog vremena.
Nico je paralelno nastupala u poznatim klubovima u kojima su nastupala tada najpopularnija glazbena lica. Nico se okreće solo karijeri jer je u bendu došlo do sukoba izazvanih njezinom karizmatičnoću i stalnim izmjenama ljubavi i mržnje između nje, Johna Calea i Loua Reeda. 1967. Nico je izdala svoju prvi album «Chelsea Girl» s pjesmama Reeda i Calea kao i pjesmom Boba Dylana. Njezin duboki narkotični jednoličan glas postao je njezin zaštitni znak, isto kao i njezine izražene jagodice, mračni make-up i mrtvački pogled.
S Johnom Caleom kao producentom Nico je napravila tri albuma puna mračnih tonova, čudnih zvukova i osjećaja. Na turneje je išla rijetko, uglavnom po Španjolskoj i Francuskoj, te u New Yorku. Njezine izvedbe u tim vremenima bile su nezaboravna iskustva. Njezina glazba koje je bila prepuna tajanstvenog indijskog zvuka i instrumenata kod slušatelja je odjekivala vrlo mistično i intenzivno.
1969. godine Nico je upoznala filmskog redatelja Philippea Garrela u Italiji te s njime u sljedećih pet godina snimila desetak ne baš uspješnih filmova na raznim neobičnim lokacijama u svijetu.   
1976. – 1979. Nico je više manje provela u New Yorku a 1981. godine preselila je u London radi snimanja albuma «Drama of Exile». U to vrijeme povremeno je nastupala uglavnom s mlađim muzičarima a glazbeni izričaj joj je postao mistično-orijentalni što je bilo u kontradikciji s njezinim cool nastupom uz neizbježnu cigaretu i piće.
1985. godine Nico je izdala svoj novi album «Camera Obscura» produciran ponovno od Johna Calea. Album je svojom atmosferom i njezinom izvedbom bio neka vrsta rekvijema za mrtve prijatelje i posveta tamnim stranama ulice. Mlađa publika doživljavala ju je kao punk boginju, a zvuk albuma odlično se uklopio u tadašnja eksperimentalna strujanja u glazbi sredine osamdesetih.

## Smrt
18. srpnja 1988., vozeći se biciklom na Ibizi doživjela je moždani udar od kojeg je pala s bicikla. Prolaznici su je pronašli bez svijesti. Istog dana je preminula u lokalnoj bolnici.
Čitav njezin život bio je tajnovit i mističan čemu je posebnu čar davala njezina narkotična glazba i pojava. Njezin pepeo pokopan je u Berlinu, na malom groblju Grunewald, u grobnicu gdje je pokopana i njezina mati Margarete, uz prisustvo nekolicine prijatelja, uz glazbu s albuma «Desertshore» emitirane s kasetofona.

## Diskografija
- 1967 Chelsea Girl
- 1969 The Marble Index
- 1970 Desertshore
- 1974 The End
- 1982 Do or Die [live]
- 1983 Drama of Exile (Remixed)
- 1985 Camera Obscura
- 1985 The Blue Angel
- 1986  (Live) Heroes sillys
- 1986 Live in Tokyo dead
- 1990 Hanging Gardens in babylonia
- 1994 Chelsea Girl Live or dead
- 1995 My Funny Valentine
- 1995 Heroine Anagram
- 1996 Icon Cleopatra egipcie
- 2000 Nico's Last Concert: Fata Morgana [live]
- 2000 Janitor of Lunacy
- 2002 Innocent & Vain
- 2003 Live In Japan